# ATI-Radeon-X-Serie

Das Logo der X850

Die Radeon-X-Serie ist eine Serie von Desktop-Grafikchips der Marke ATI Technologies und wurde in den Jahren 2004 und 2005 als Nachfolger der Radeon-9000-Serie veröffentlicht. Sie ist damit die vierte Generation der Grafikprozessoren mit dem Namen ATI Radeon. Abgelöst wurde sie von der Radeon-X1000-Serie. Hauptkonkurrent war die Nvidia-GeForce-6-Serie.

## Grafikprozessoren

### Quads
Die verwendeten Grafikchips bestehen aus sogenannten „Quads“. Damit wird hauptsächlich die Anzahl der verwendeten Rendering-Pipelines und die damit verbundenen Pixelshader gekennzeichnet, aber auch die Anzahl an VPUs ist davon abhängig. Pro Quad erhöht sich die Anzahl der Rendering-Pipelines und der Pixelshader um vier, ab dem dritten Quad wird auch die Anzahl der VPUs um je zwei erhöht.

### Grafikprozessoren
Innerhalb der Radeon-X-Serie kommen verschiedene Grafikprozessoren zum Einsatz, die sich hinsichtlich der Fertigungstechnik und der 3D-Fähigkeiten unterscheiden. Im Gegensatz zu ihrer Konkurrenzserie von Nvidia beherrscht die X-Serie von ATI noch keinen Pixelshader 3.0, der für neue Effekte genutzt werden kann. Mit Pixelshader 2.0b sind weniger Effekte möglich. Ein Großteil der Grafikprozessoren der Radeon-X-Serie wurde für PCI-Express entwickelt, mit Hilfe des Rialto-Chips von ATI können diese Grafikprozessoren jedoch auch an AGP angebunden werden.
| Grafik- Chip | Fertigung | Fertigung      | Fertigung   | Render-Pipelines | Render-Pipelines  | DirectX/ OpenGL- Version | Schnitt- stelle |
| Grafik- Chip | Prozess   | Transi- storen | Die- Fläche | Quad- Anzahl     | Pipes × TMU × VPU | DirectX/ OpenGL- Version | Schnitt- stelle |
| ------------ | --------- | -------------- | ----------- | ---------------- | ----------------- | ------------------------ | --------------- |
| RV370        | 110 nm    | 075 Mio.       | 74 mm²      | 1 Quad           | 04 × 1 × 2        | 9.0b / 2.0               | PCIe            |
| RV380        | 130 nm    | 075 Mio.       | 92 mm²      | 1 Quad           | 04 × 1 × 2        | 9.0b / 2.0               | PCIe            |
| RV410        | 110 nm    | 120 Mio.       | 156 mm²     | 2 Quads          | 08 × 1 × 2        | 9.0b / 2.0               | PCIe            |
| R420         | 130 nm    | 160 Mio.       | 281 mm²     | 4 Quads          | 16 × 1 × 6        | 9.0b / 2.0               | AGP 8x          |
| R423         | 130 nm    | 160 Mio.       | 289 mm²     | 4 Quads          | 16 × 1 × 6        | 9.0b / 2.0               | PCIe            |
| R430         | 110 nm    | 160 Mio.       | 240 mm²     | 4 Quads          | 16 × 1 × 6        | 9.0b / 2.0               | PCIe            |
| R480         | 130 nm    | 160 Mio.       | 297 mm²     | 4 Quads          | 16 × 1 × 6        | 9.0b / 2.0               | PCIe            |
| R481         | 130 nm    | 160 Mio.       | 297 mm²     | 4 Quads          | 16 × 1 × 6        | 9.0b / 2.0               | AGP 8x          |

## Namensgebung

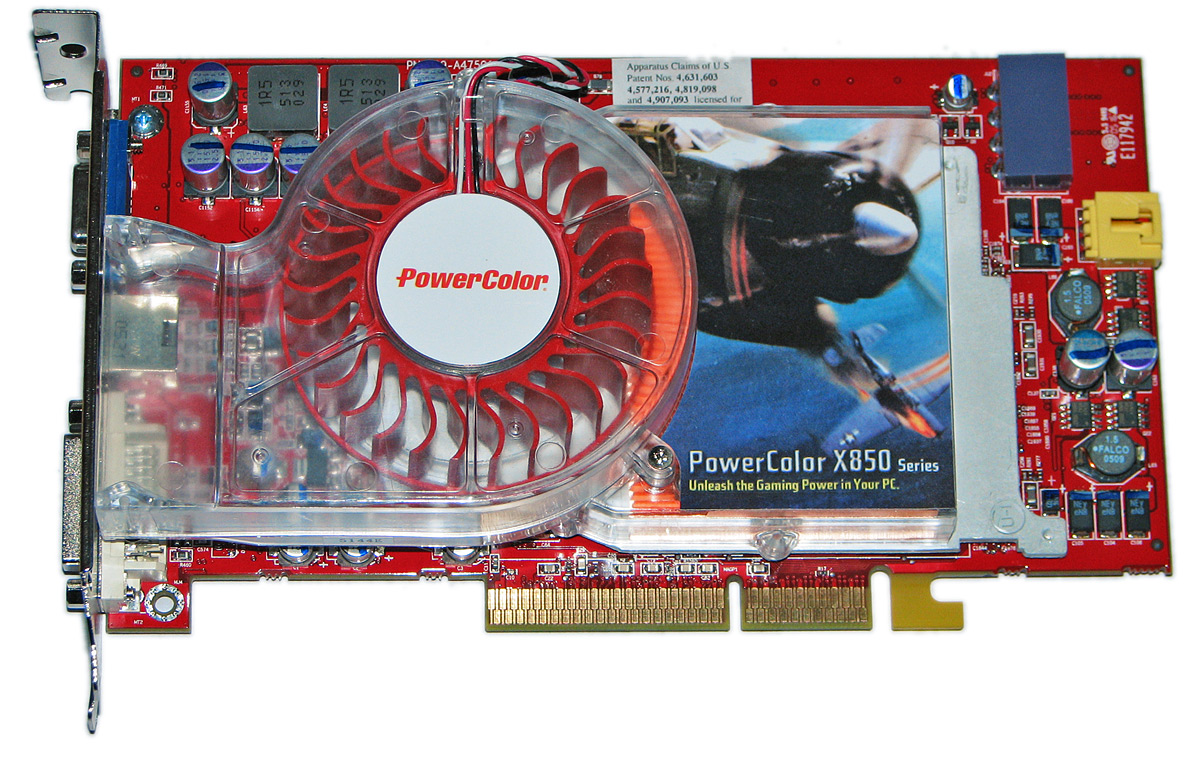
ATI Radeon X850XT Platinum Edition

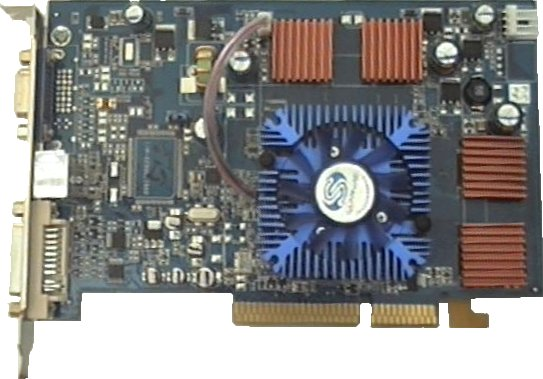
ATI X700

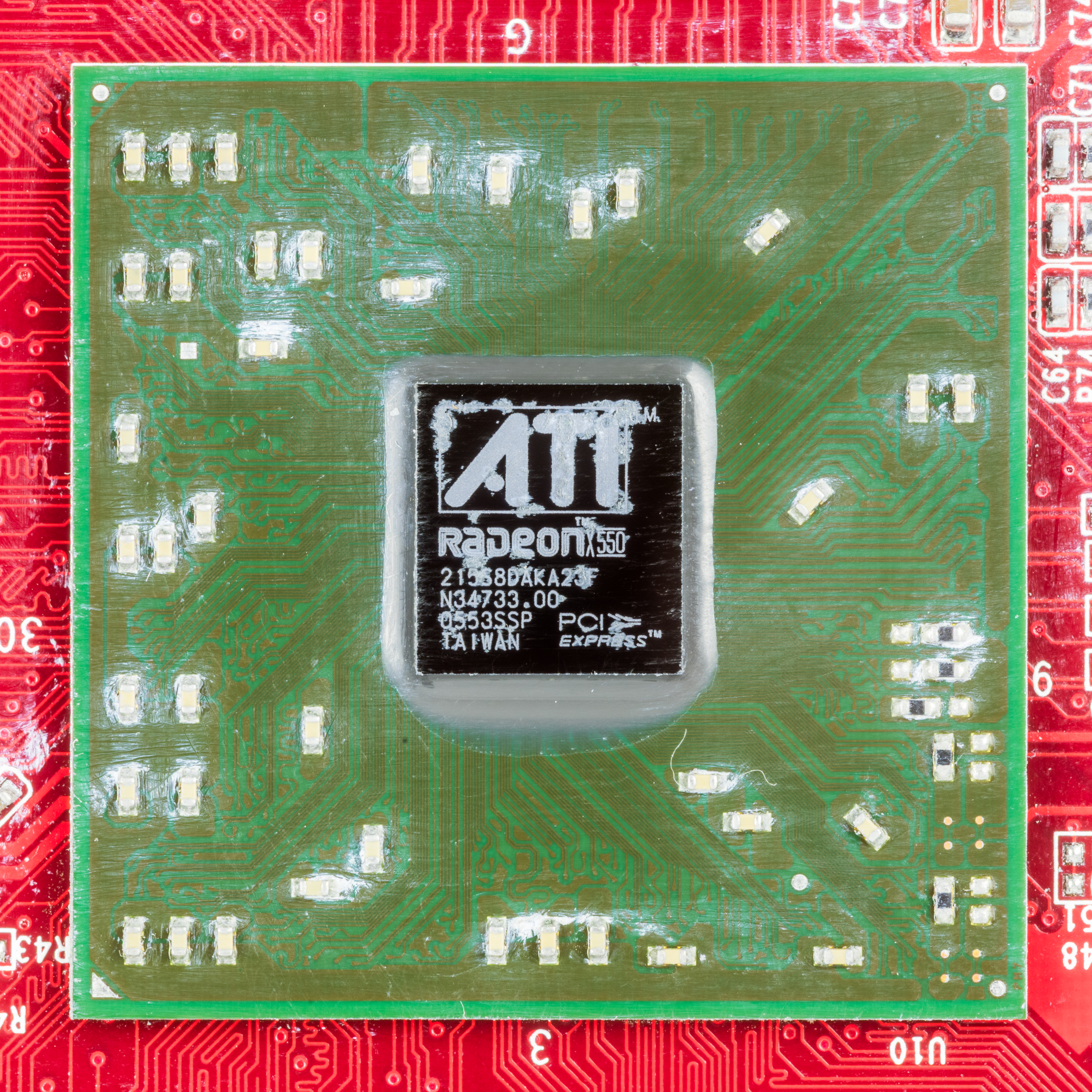
Radeon X550 GPU

Alle Grafikchips werden mit einer dreistelligen Nummer bezeichnet, die generell mit einem „X“, also die römische Ziffer für 10, beginnen. Die erste Ziffer teilt die Familie in verschiedene Marktsegmente auf. Die zweite und dritte Ziffer dienen zu einer weiteren Diversifizierung. Diese Modelle sind nochmals in verschiedene Varianten unterteilt, die mit einem entsprechenden Kürzel hinter der Modellnummer gekennzeichnet werden. Das führt zu einer insgesamt sehr großen Vielfalt von Modellbezeichnungen.
Aufteilung
- X3xx / X5xx: Low-Cost
- X6xx / X7xx: Mainstream
- X8xx: High-End

Buchstabenkürzel
- CF – Crossfire-Masterkarte
- SE – abgeschwächte Standard-Version, das langsamste Modell eines Segmentes
- LE – leicht abgeschwächte Standard-Version
- GT – Budgetversion eines Chips mit deaktivierten Quads, langsamer als die „Standard“-Version
- [kein Suffix] – „Standard“-Version
- Pro – Budgetversion eines Chips, leistungsfähiger als die „Standard“-Version
- GTO – Chip im High-End-Segment, ein Quad deaktiviert, leistungsschwächere XL-Version
- XL – Leistungsfähigerer Chip im High-End-Segment, alle Quads sind aktiviert, jedoch etwas leistungsschwächer als die XT-Version
- XT – Leistungsfähigerer Chip in allen Segmenten, alle Quads sind aktiviert
- XT PE (PE: Platinum Edition) – Der leistungsfähigste Einkernchip im High-End-Segment

Weitere Kürzel wie „RX“, „GTO2“, „XXL“, „Ultimate“, „Silentpipe“ oder „Performance Edition“ sind keine offiziellen Bezeichnungen von ATI, sondern Marketingnamen einzelner Grafikkartenhersteller, mit denen auf besondere Eigenschaften hingewiesen werden soll.

## Modelldaten
| Modell            | Offizieller Launch | Grafikprozessor (GPU)    | Grafikprozessor (GPU) | Grafikprozessor (GPU) | Grafikprozessor (GPU) | Grafikspeicher | Grafikspeicher | Grafikspeicher | Grafikspeicher      | Grafikspeicher     |
| Modell            | Offizieller Launch | Typ                      | Aktivierte Quads      | Takt in MHz           | Füllrate MT/s         | Größe in MB    | Takt in MHz    | Typ            | Speicher- interface | Bandbreite in GB/s |
| ----------------- | ------------------ | ------------------------ | --------------------- | --------------------- | --------------------- | -------------- | -------------- | -------------- | ------------------- | ------------------ |
| Radeon X300 SE    | Aug. 2004          | RV370                    | 1 Quad                | 325                   | 1300                  | 064 128 256    | 200            | DDR            | 064 Bit             | 03,2               |
| Radeon X300       | Aug. 2004          | RV370                    | 1 Quad                | 325                   | 1300                  | 064 128        | 200            | DDR            | 128 Bit             | 06,4               |
| Radeon X550       | Jul. 2005          | RV370                    | 1 Quad                | 400                   | 1600                  | 128 256        | 250            | DDR            | 064 Bit             | 04,0               |
| Radeon X550       | Jul. 2005          | RV370                    | 1 Quad                | 400                   | 1600                  | 128 256        | 250            | DDR            | 128 Bit             | 08,0               |
| Radeon X600 Pro   | Jul. 2004          | RV380                    | 1 Quad                | 400                   | 1600                  | 128 256        | 300            | DDR            | 128 Bit             | 09,6               |
| Radeon X600 XT    | Jul. 2004          | RV380                    | 1 Quad                | 500                   | 2000                  | 128 256        | 370            | DDR            | 128 Bit             | 11,8               |
| Radeon X700 SE    | Sep. 2004          | RV410                    | 2 Quads               | 400                   | 3200                  | 256            | 250            | DDR            | 128 Bit             | 08,0               |
| Radeon X700       | Sep. 2004          | RV410                    | 2 Quads               | 400                   | 3200                  | 256            | 350            | DDR            | 128 Bit             | 11,2               |
| Radeon X700 Pro   | Okt. 2004          | RV410                    | 2 Quads               | 425                   | 3400                  | 256            | 430            | GDDR3          | 128 Bit             | 13,8               |
| Radeon X700 XT    | fand nie statt     | RV410                    | 2 Quads               | 475                   | 3800                  | 256            | 525            | GDDR3          | 128 Bit             | 16,8               |
| Radeon X800 SE    | Okt. 2004          | R420 R423                | 2 Quads               | 425                   | 3400                  | 256            | 400            | GDDR3          | 256 Bit             | 25,6               |
| Radeon X800 GT    | Aug. 2005          | R420 R423 R430 R480 R481 | 2 Quads               | 475                   | 3800                  | 128 256        | 490            | GDDR3          | 256 Bit             | 31,4               |
| Radeon X800       | Dez. 2004          | R420 R430                | 3 Quads               | 400                   | 4800                  | 128 256        | 350            | GDDR3          | 256 Bit             | 22,4               |
| Radeon X800 Pro   | Jun. 2004          | R420 R423                | 3 Quads               | 475                   | 5700                  | 256            | 450            | GDDR3          | 256 Bit             | 28,8               |
| Radeon X800 GTO   | Sep. 2005          | R423 R430 R480 R481      | 3 Quads               | 400                   | 4800                  | 128 256 512    | 490            | GDDR3          | 256 Bit             | 31,4               |
| Radeon X800 XL    | Dez. 2004          | R430                     | 4 Quads               | 400                   | 6400                  | 256 512        | 500            | GDDR3          | 256 Bit             | 32,0               |
| Radeon X800 XT    | Jun. 2004          | R420 R423 R480 R481      | 4 Quads               | 500                   | 8000                  | 256            | 500            | GDDR3          | 256 Bit             | 32,0               |
| Radeon X800 XT PE | Jun. 2004          | R420 R423 R481           | 4 Quads               | 520                   | 8320                  | 256            | 560            | GDDR3          | 256 Bit             | 35,8               |
| Radeon X850 Pro   | Mrz. 2005          | R430 R480 R481           | 3 Quads               | 500                   | 6000                  | 256            | 500            | GDDR3          | 256 Bit             | 33,3               |
| Radeon X850 XT    | Mrz. 2005          | R480 R481                | 4 Quads               | 520                   | 8320                  | 256            | 540            | GDDR3          | 256 Bit             | 34,6               |
| Radeon X850 XT PE | Dez. 2004          | R480 R481                | 4 Quads               | 540                   | 8640                  | 256            | 590            | GDDR3          | 256 Bit             | 37,8               |

Hinweise
- Die angegebenen Taktraten sind die von AMD empfohlenen oder festgelegten. Allerdings liegt die finale Festlegung der Taktraten in den Händen der jeweiligen Grafikkarten-Hersteller. Daher ist es durchaus möglich, dass es Grafikkarten-Modelle gibt oder geben wird, die abweichende Taktraten besitzen.
- Auch obliegt es den Herstellern, ob die finale Grafikkarte einen PCIe- oder einen AGP-Anschluss aufweist, denn GPUs mit nativer PCIe-Schnittstelle lassen sich mit Hilfe eines Brückenchips auch für AGP-Grafikkarten nutzen.
- Die obige Tabelle enthält keine ATI All-in-Wonder-Grafikkarten mit Radeon-Chips (AIW). Trotz zum Teil gleichlautender Namensgebung (außer dem „All-in-Wonder“ statt Radeon) werden teilweise andere Chips verwendet.